# Joe Jurevicius
Joseph Michael Jurevicius (Cleveland, 23 dicembre 1974) è un ex giocatore di football americano e allenatore di football americano statunitense che ha giocato nel ruolo di wide receiver nella National Football League (NFL). Fu scelto nel corso del secondo giro del Draft NFL 1998 dai New York Giants. Al college ha giocato a football alla Pennsylvania State University.

## Carriera professionistica

### New York Giants
Jurevicius fu scelto dai New York Giants nel secondo giro del Draft 1998. Vi rimase per quattro stagioni fino al 2002, disputando 58 partite e segnando 5 touchdown. Scese in campo anche nella sconfitta per 34-7 dei Giants contro i Baltimore Ravens nel Super Bowl XXXV, senza far registrare alcuna ricezione.

### Tampa Bay Buccaneers
Nel 2002, Jurevicius firmò un contratto quadriennale coi Tampa Bay Buccaneers come free agent. Nella finale della NFC del 2002, contribuì alla vittoria sui Philadelphia Eagles ricevendo un passaggio da 71 yard. Nel Super Bowl XXXVII, Jurevicius guidò i Buccaneers in yard ricevute con 4 ricezioni per 78 yard nella vittoria per 48-21 sugli Oakland Raiders. Dopo quella vittoria apparve sulla copertina di Sports Illustrated.
Jurevicius lasciò Tampa Bay dopo la stagione 2004. Giocò trenta gare per la squadra, ricevendo 874 yard e segnando 8 touchdown.

### Seattle Seahawks
Nel 2005, Jurevicius firmò con i Seattle Seahawks. Terminò la stagione con un primato in carriera di 10 touchdown (leader della squadra) oltre a 694 yard ricevute. Contro i St. Louis Rams ricevette un primato personale di 137 yard. guidò i Seahawks in yard ricevute (93) nella loro sconfitta per 21-10 contro i Pittsburgh Steelers nel Super Bowl XL.

### Cleveland Browns
L'11 marzo 2006, Jurevicius firmò un contratto quadriennale con la squadra della sua città natale, i Cleveland Browns, imponendosi come uno dei giocatori più importanti del loro attacco e guidando la lega nel 2007 per il maggior numero di terzi down convertiti con 29. Si ritirò dopo la stagione 2008

## Palmarès

### Franchigia
- Super Bowl : 1

Tampa Bay Buccaneers: Super Bowl XXXVII
- National Football Conference Championship: 3

New York Giants: 2000
Tampa Bay Buccaneers: 2002
Seattle Seahawks: 2005

## Statistiche
| Ricezioni              | 323   |
| Yard su ricezione      | 4.119 |
| Touchdown su ricezione | 29    |